# Římskokatolická farnost Dubicko
Římskokatolická farnost Dubicko je územní společenství římských katolíků v děkanátu Zábřeh s farním kostelem Povýšení svatého Kříže v Dubicku. Farnost zasahuje i do sousedních obcí Bohuslavice a Hrabová.

## Historie farnosti
Současný kostel v Dubicku je jednolodní barokní stavba s raně gotickým jádrem z 2. poloviny 13. století, do barokní podoby byl rozšířený v roce 1710.

## Duchovní správci
K lednu 2017 je zde farářem R. D. Mgr. Jaroslav Šíma.

## Bohoslužby
| Kostel                    | Místo   | Bohoslužba (den)           | Hodina                                     | Poznámka     |
| ------------------------- | ------- | -------------------------- | ------------------------------------------ | ------------ |
| Kostel Povýšení sv. Kříže | Dubicko | neděle pondělí úterý pátek | 8.00 18.00 v zimě, 19.00 v létě 8.00 17.00 | farní kostel |
| Kaple sv. Matouše         | Hrabová | pátek                      | 18.00                                      | obecní kaple |

## Aktivity farnosti
Farnost se pravidelně podílí na projektu Noc kostelů.
Každoročně se ve farnosti koná tříkrálová sbírka. V roce 2016 se při ní vybralo 32 175 Kč v Dubicku,  15 466 Kč v Bohuslavicích a 14 753 Kč v Hrabové. V roce 2025 se v těchto obcích vybralo celkem 104 649 Kč.